# 이나오이촌
이나오이촌(稲生村)은 야마가타현 니시타가와군에 있던 촌이다.

## 역사
- 1889년 4월 1일 - 정촌제 시행에 수반해 5촌이 합병해 이나오이촌이 성립하였다.
- 1918년 4월 1일 - 니시타가와군 와라비오카촌에 편입해 소멸하였다.

## 참고문헌
- 『市町村名変遷辞典』東京堂出版、1990年。